# Grupo Oficcina Multimédia

A diretora Ione de Medeiros em 2018

O Grupo Oficcina Multimédia, popularmente conhecido como GOM, é um grupo de teatro de Belo Horizonte ligado, desde sua criação, em 1977, à Fundação de Educação Artística de Belo Horizonte.

## História
O Grupo Oficcina Multimédia foi fundado pelo compositor Rufo Herrera em 1977, por ocasião do Curso de Arte Integrada do XI Festival de Inverno da UFMG.
Desde sua criação, o GOM pertence à Fundação de Educação Artística de Belo Horizonte, instituição com a qual mantém uma forte ligação até os dias atuais.
Em 1978, o espetáculo “Sinfonia em Ré-fazer” inaugurou a linguagem multimeios do GOM e levou ao palco pela primeira vez os instrumentos inventados e construídos por Marco Antônio Guimarães (fundador do grupo Uakti) integrados ao texto, ao movimento e ao material cênico.

Desde 1983 o grupo está sob a direção de Ione de Medeiros, mantendo um trabalho permanente de corpo, voz, Rítmica Corporal e pesquisa de material cênico, no processo de elaboração de seus espetáculos. 

"... o vínculo espiritual e afetivo subsiste, assim como a consciência de que o Multimédia - foco de formação, invenção, pesquisa, arte - é uma singular dimensão cênica da FEA."

Berenice Menegale
Desde 1977, a partir da fundação do Grupo, Ione atuava e ainda fazia assistência de direção do diretor na época Rufo Herrera. Em 1983 Rufo, decidiu se afastar do grupo para se dedicar exclusivamente à sua carreira musical. Surgiu então a oportunidade do Grupo montar “Biografia”. A pedido das integrantes, que eram todas mulheres, Ione foi solicitada a assumir a direção do espetáculo e do GOM. “Acho que a direção é isso. Não é o que o diretor quer, mas é a pessoa que viu a melhor maneira de resolver uma cena, o que é mais adequado, e isso quase gera um acordo entre todo mundo”, conta a diretora. 
Até 1985, ela ainda se dividia entre atuação e direção, até que, em cena, durante uma apresentação do espetáculo Domingo de Sol, sentada em uma cadeira torta como se imitasse um quadro mal colocado, preocupada com o que se passava na coxia, na cabine, Ione deixou de atuar. “Eu estava em cena e ficava pensando que inferno era atuar e ficar tensa, pensando em todo o resto que estava acontecendo. A partir disso vi que não queria trabalhar com teatro daquele jeito e comecei a fazer apenas direção”.

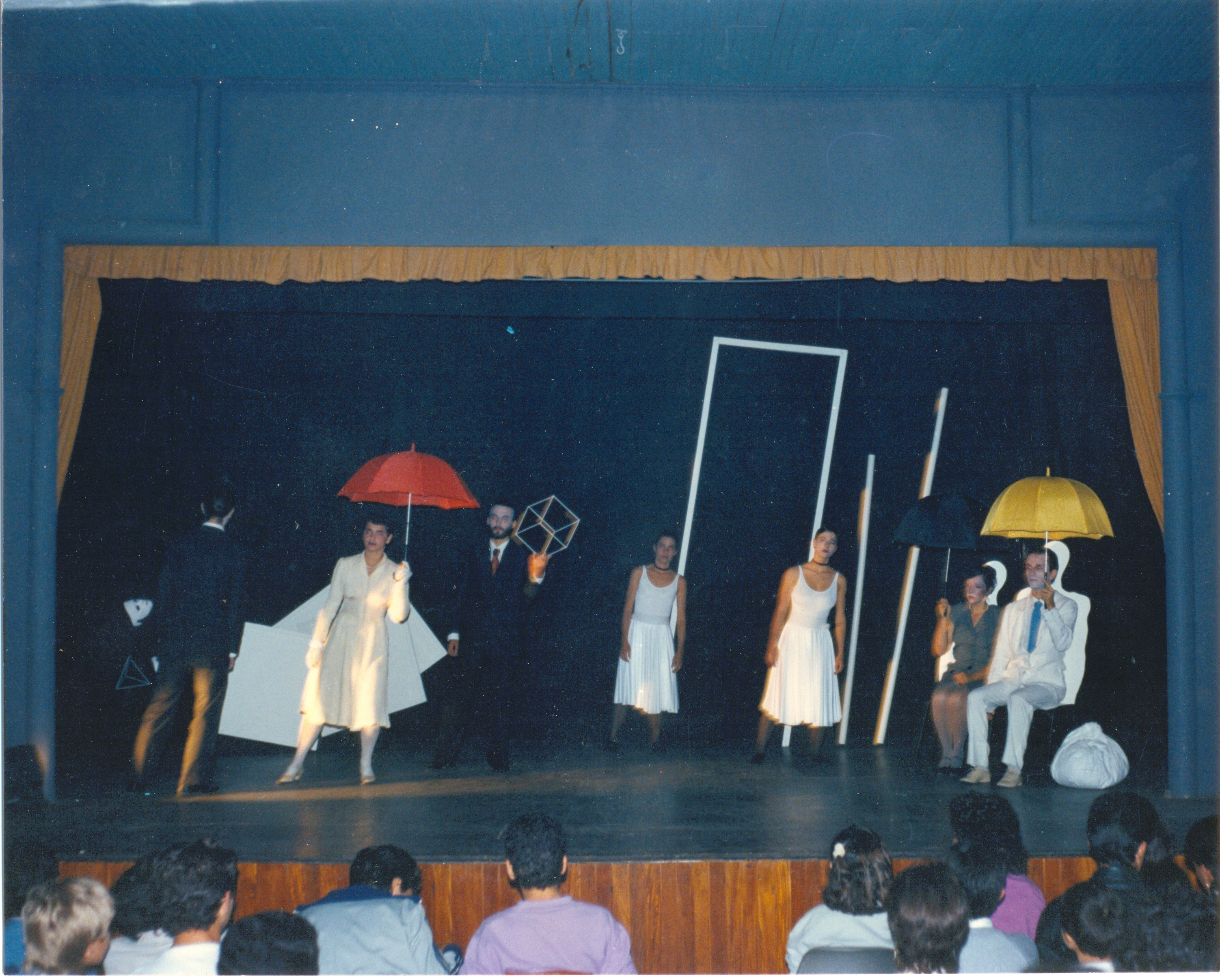
Domingo de Sol (1985) - Último espetáculo em que Ione, se dividiu entre as funções de atriz e diretora. No canto direito da foto, ela está sentada na segunda cadeira, da direita para esquerda, em cima do palco, com um vestido cinza, segurando um guarda-chuvas preto.

"Eu era atriz. Erámos 4 pessoas e fomos arriscar fazer alguma coisa. E foi fazendo as coisas que eu fui vendo que as minhas ideias eram mais aceitas, não por mim, mas eram sugestões que eu dava e depois, ao final, disseram: “Ione, você dirigiu, você tem que assinar a direção”. Aí eu comecei a assinar a direção. Não foi assim, “eu vou ser a diretora do grupo”. Comecei a assinar a direção muito insegura, porque tem horas que é bem melhor ser atriz, adoraria ter uma diretora. E fui até 1985, aí um dia eu estava em cena e preocupadíssima com o que estava acontecendo em volta. Foi em Domingo de Sol, que era totalmente abstrato, era um espetáculo rígido, com muita marcação, transição do figurativo para a abstração, saia de um quadro do Georges Seurat e ia para um do Kazimir Malevich – que era o branco sobre branco, eram os anos 70/80 com todas aquelas coisas que aconteciam. Nesse momento eu vi que estava exausta ali, porque eu estava ali e não estava, estava dividida, e percebi que eu deveria ficar de fora, que eu estaria ajudando mais e cumprindo uma função. E assim eu comecei a ficar do lado de fora e realmente acho que faz-se um lugar, eu não “escolhi” ser diretora, foi uma espécie desses “acertos”, lembra.

## Primeira Formação
A Oficina Multimédia é essencialmente uma proposta de integração ao nível de linguagem experimental que, orientada desde 1978 pelo compositor Rufo Herrera, tenta desenvolver um trabalho de ampliação das possibilidades de expressão e novos conteúdos para a composição contemporânea, através de um grupo composto por jovens iniciados nas diversas áreas artísticas: Estevão [Machado], Ione [de Medeiros], Vera [Lúcia de Mesquita], Conceição [Nicolau (Ção)], Hermínio, Leonardo, Alexandrino [Ducarmo], Edla [Lobão Lacerda], segundo oTexto do programa do Projeto Musicanto, do Museu de Arte da Pampulha, datado de e 21 de junho de 1980.

## Atuação Cultural
"... Não é a estabilidade da realização ou do sucesso que o move, mas sim a verdade de uma arte que expressa um conteúdo humano digno de ser revelado."

Rufo Herrera

Ione de Medeiros em cena com sua Mini-Nau Santa Maria, uma réplica performática ao evento "Expedição Zum Zum Zum lá no meio do Mar", que ela coordenou à frente do Movimento Teatro de Grupo de Minas Gerais (MTG), em comemoração aos 100 anos de Belo Horizonte, em 1997.

Paralelamente ao trabalho cênico, o grupo idealiza, promove e participa de diversos eventos culturais referentes a várias áreas da criação artística, como é o caso do Verão Arte Contemporânea, que acontece desde 2007, sempre no verão, promovendo atividades em diversas as áreas artísticas como o teatro, música, artes visuais e literatura. Outros eventos promovidos pelo grupo são o Bloomsday, homenagem a James Joyce que ocorre desde 1990, sempre no dia 16 de junho;[carece de fontes?] a Bienal dos Piores Poemas, evento e concurso literário criado em 1998; o Kafé K Cultural, evento multidisciplinar, iniciado em 2006; e o MARP (Movimento de Arte e Reflexão Política), que teve quatro edições no ano de 2006 e outras três edições dentro do Verão Arte Contemporânea, nos anos de 2018, 2019 e 2020.
Em 2007, Ione de Medeiros, lançou um livro com o registro dos primeiros 30 anos de trajetória do coletivo, com o título Grupo Oficcina Multimédia - 30 anos de Integração das Artes no Teatro. Em 2023 foi lançado o segundo livro do Grupo, em parceria com o Selo Lucias, da SP Escola de Teatro, com o título Grupo Oficcina Multimédia 45 anos e autoria também de Ione de Medeiros, o livro contém a trajetória dos 15 anos posteriores à primeira publicação.
Em 2012, o GOM completou 35 anos de atuação cultural e, em 2017, chegou aos 40 anos de atividade ininterrupta, tendo recebido homenagem do Festival de Inverno da UFMG, que na ocasião comemorava 50 anos.
Considerado um dos grupos de vanguarda da capital mineira, o GOM é um dos grupos de teatro mais longevos de Belo Horizonte.
Atualmente, a companhia tem em seu núcleo, a diretora Ione de Medeiros e os atores Jonnatha Horta Fortes e Henrique Torres Mourão. Durante a crise da pandemia do Covid-19, as apresentações dos espetáculos do grupo foram suspensas. Apesar de terem sido obrigados a entregar o galpão que sediava o coletivo, o grupo manteve o trabalho artístico virtualmente e retornou ao trabalho presencial em 2023.

## Espetáculos dirigidos por Rufo Herrera (1978 - 1983)
| Ano  | Título                                             | Notas |
| ---- | -------------------------------------------------- | --- |
| 1978 | Sinfonia em Ré-Fazer                               | "Sinfonia em Ré-fazer" marca a estreia do Grupo Oficcina Multimédia como grupo profissional. O termo "peça multimeios" é utilizado pela primeira vez. Este trabalho foi resultado de um proceso criativo dentro do curso "oficina multimédia" coordenado por Rufo Herrera durante o 11º Festival de Inverno em Ouro Preto, Minas Gerais. Os instrumentos inventados e construídos por Marco Antônio Guimarães (fundador do grupo Uakti) são tocados em cena, pela primeira vez. Os locais de apresentação foram o extinto teatro Heloísa Guimarães, na antiga sede da Fundação de Educação Artística, Auditório da Reitoria da UFMG (em 25 de outubro de 1978 - Parte da programação do 15º aniversário da Fundação de Educação Artística) e o Teatro Municipal de Ouro Preto, em 29 de julho de 1978. A peça se apresentou ainda na Casa Paroquial de Antonio Dias, em Ouro Preto no dia 19 de julho de 1979, dentro da programação do 13º Festival de Inverno da UFMG. |
| 1979 | Curió                                              | Primeiro espetáculo infantil do GOM. A peça se apresentou em escolas estaduais no centro e em bairros de Belo Horizonte durante o projeto "Música na escola" da Prefeitura Municipal de Belo Horizonte, entre agosto e outubro de 1979. |
| 1979 | Nheengari - Cantata nº 1                           | Cantata multimeios baseada na antífona do romance Maíra de Darcy Ribeiro para vozes masculinas e feiminas e farta instrumentação: flauta em sol, clarineta em si bemol, violino, violoncelo, teclado, piano preparado, flauta indígena e tupã, instrumentos de percussão afinados de Marco Antônio Guimarães. O significado da palavra Nheengari é cantar, na língua Tupi ou nheengatu. O local de apresentação foi o Teatro Municipal de Ouro Preto, durante o 13º Festival de Inverno da UFMG, o que marca a primeira apresentação do Grupo fora de Belo Horizonte. |
| 1980 | "1º Ato - Vivencial" e " 2º Ato - Recreação"       | Os dois trabalhos foram apresentados em conjunto no Museu de Arte da Pampulha no dia 21 de junho de 1980. Vivencial: Trabalho vocal-Instrumental sobre texto e poemas de Ferreira Gullar, envolvendo ator, vozes, flauta, oboé, bandoneón, piano preparado e percussão. Recreação: Trabalho cênico-integrado sobre o 7º poema da "Grande Fala do índio Guarani", de Affonso Romano de Sant'Anna, com instrumentos ideofônicos, vozes, expressão corporal e cenografia. |
| 1981 | "4 lendas indígenas" - O jabuti, a onça e a raposa | Segundo espetáculo infantil. Foi uma criação coletiva baseada em 4 lendas indígenas recolhidas no livro "O Selvagem" do político, militar e etnólogo Couto de Magalhães. No espetáculo havia cantos, máscaras e cenário de papelão criados pelos integrantes. A peça foi apresentada em vários grupos escolares da cidade de Diamantina, no mês de julho de 1981, durante o 14º Festival de Inverno da UFMG. |
| 1982 | Sete+7                                             | Balé cantata, inspirado em "Os 7 pecados capitais dos pequenos burgueses", de Kurt Weill e Bertolt Brecht. A partir deste trabalho Rufo Herrera, deixa de fazer a direção de cena e assume as funções de roteiro, criação e direção musical. A diretora baiana Carmem Paternostro assume a direção dos atores e músicos em cena. O espetáculo contou com o importante patrocínio da Goethe-Institut, instituição do governo alemão que atuava na cidade, na promoção da cultura alemã em Belo Horizonte e que patrocinava espetáculos de teatro que utilizassem em suas montagens textos escritos originalmente em língua alemã. Foi apresentado no Teatro Marília, em Belo Horizonte, entre os dias 14 e 18 de abril de 1982. |
| 1983 | Continente Zero Hora                               | Cantata composta por Rufo Herrera para coro misto, orquestra de câmara, atores e bailarinos. Rufo dirigiu a parte musical e a direção de cena ficou a cargo do diretor carioca João das Neves. Contou com a participação de parte dos atores do Grupo Oficcina Multimédia. |

## Espetáculos dirigidos por Ione de Medeiros
Esses são os espetáculos dirigidos pela diretora Ione de Medeiros a partir de 1983:
| Ano  | Título                                     | Notas |
| ---- | ------------------------------------------ | --- |
| 1983 | Biografia ou Joguinho de Poder             | Primeira direção de Ione de Medeiros. O Grupo era composto por 4 mulheres. O texto era inspirado no livro "Notícia da Morte de Alberto da Silva" de Ferreira Gullar. Ione de Medeiros, além de dirigir, também atuava no espetáculo. A peça se apresentou no Espaço Humberto Mauro, do Palácio das Artes, antes de se tornar sala de cinema. |
| 1984 | K                                          | Primeiro espetáculo do GOM, inspirado na obra de Franz Kafka. Um dos pontos de partida da peça foi o conto Um Relatório para a Academia, do escritor tcheco. A diretora também atuava, além de dirigir o espetáculo. Foi introduzida a presença de músicos tocando instrumentos em cena. |
| 1985 | Domingo de Sol                             | Último espetáculo em que Ione se dividiu nas funções de atuar e dirigir. Com 15 anos de idade, Mônica Ribeiro, filha de Ione de Medeiros entra para o elenco do Grupo, e faz a substituição de uma das atrizes. Espetáculo inspirado no quadro Uma Tarde de Domingo na Ilha de Grande Jatte, de Georges Seurat |
| 1986 | Decifra-me que eu te devoro                | O título do espetáculo fazia alusão ao enigma do mito da esfinge de Tebas, Decifra-me ou te devoro. A diretora fez uma participação na peça, tocando piano. Primeira vez que mãe (Ione) e filha (Mônica), contracenaram em um espetáculo do GOM. Um espetáculo inspirado no movimento Kitsch |
| 1987 | Quantum                                    | Inspirado nas formas do jogo Tangram. Comemorou os 10 anos de criação do GOM. |
| 1988 | Sétima Lua                                 | Esse espetáculo fez somente 2 apresentações. Era baseado em um poema de Matsuo Bashō |
| 1989 | Navio - Noiva e Gaivota                    | Esse espetáculo iniciou a "Trilogia Joyce", sequência de espetáculos do GOM inspirados na obra do escritor James Joyce. Fragmentos do livro Finnegans Wake do escritor irlandês foram bastante utilizados na montagem. |
| 1990 | Epifanias                                  | Segundo espetáculo da "Trilogia Joyce".[carece de fontes?] A utilização de dois projetores de slides para projetar uma imagem única no ciclorama inaugurou o uso da linguagem de projeção de imagens em cena pelo GOM. |
| 1991 | Alicinações                                | O título do espetáculo é uma palavra-valise que contém dois sentidos em uma única palavra. Recurso criado por Lewis Carrol e, mais tarde explorado por James Joyce. É uma união do nome Alice, personagem do livro Alice no País das Maravilhas e da palavra alucinações, presente em Ulysses, de Joyce. Esse espetáculo encerra a "Trilogia Joyce" e também marca a primeira apresentação internacional do GOM, no Festival de Teatro de Oriente y Paises Ibero-Americanos em Barcelona, Venezuela, no ano de 1992.[carece de fontes?] |
| 1993 | Bom Dia Missislifi                         | Ainda manteve-se a influência da escrita de James Joyce no título do espetáculo. O nome da personagem-título "Missislifi", foi retirado do livro Ulysses, de Joyce, que é uma "palavra-valise" contendo os nomes dos rios Mississippi, nos Estados Unidos e Liffey na Irlanda.[carece de fontes?] A diretora Ione de Medeiros fez uma participação tocando acordeon em cena. Esse espetáculo foi apresentado em um festival internacional de teatro no Equador, em 1993. |
| 1994 | Happy Birthday to You...                   | Segundo espetáculo do GOM voltado ao público infantil, com texto original de Ione de Medeiros (uma homenagem às crianças, alunos da diretora, na época em que ela lecionava música no Centro Pedagógico da UFMG). O título fazia referência ao dia do aniversário, data tão importante na vida das crianças. O cenário era composto de apenas quatro balanços. A atriz Mônica Ribeiro encerra sua participação, como integrante do elenco e assistente de direção do Grupo. |
| 1995 | BaBACHdalghara                             | É inaugurado o uso da música Pop nas trilhas sonoras dos espetáculos do GOM, a partir de um disco de Sinéad O'Connor, levado para os ensaios, por um dos integrantes do elenco. O título da peça era uma junção da "palavra-trovão" de James Joyce e o nome do compositor alemão Johann Sebastian Bach. |
| 1997 | A rose is a rose is a rose                 | Instalação cênica comemorativa dos 20 anos do GOM no Teatro Francisco Nunes e em um lago do Parque Municipal Américo Renné Giannetti. O título era inspirado na frase Rose is a rose is a rose is a rose, que significa "Uma rosa é uma rosa é uma rosa é uma rosa" em português e faz parte do poema Sacred Emily, da escritora estadunidense Gertrude Stein. |
| 1998 | Zaac & Zenoel                              | Uma linguagem inventada foi utilizada como texto cênico. Os atores que interpretavam os cientistas, Zaac e Zenoel, protagonistas da peça, utilizavam máscaras de látex. O espetáculo inaugurou o uso de materiais alternativos em cena. Foram coletados nas ruas, em ferros-velhos, em caçambas de lixo urbano e depósitos de materiais de construção civil. Elementos como fogo, água, serragem e fumaça também eram utilizados em cena. A luz de palco da peça, criada pela iluminadora Telma Fernandes, utilizava formas não convencionais de iluminação cênica. Esse espetáculo se apresentou em 4 Festivais Internacionais na Venezuela, em 1999 e inaugurou a parceria com a artista gráfica Adriana Peliano.                        |
| 2000 | IN-Digestão                                | Manifesto Cênico-Sonoro com texto original de Ione de Medeiros. Deu continuidade à pesquisa de materiais alternativos utilizados em Zaac & Zenoel (1998), além de utilizar instrumentos de percussão, baixos e guitarras em cena. Água, fogo, serragem e fumaça também eram utilizados na peça. Parte dos figurinos e do cenário eram feitos a partir de peças de automóveis. |
| 2001 | A Casa de Bernarda Alba                    | Primeiro espetáculo do GOM montado a partir de um texto dramatúrgico. O autor escolhido foi o espanhol Federico García Lorca. O cenário era composto de elementos reais de uma casa, como janelas, portas e ornamentos de madeira de lei, adquiridos em lojas de materiais de demolição. |
| 2005 | A Acusação                                 | Segundo espetáculo do Grupo Oficcina Multimédia inspirado na literatura de Franz Kafka. O texto da peça foi inspirado no romance O Processo. Esse espetáculo circulou em 7 festivais internacionais na Argentina no programa “El Teatro del mundo en Argentina” – INT Presenta, em 2007. Inaugurou a manipulação de bonecos em cena. |
| 2007 | Bê-a-bá BRASIL - Memória, Sonho e Fantasia | Comemorou os 30 anos do GOM. O cenário era composto dos mais diversos objetos provenientes dos espetáculos anteriores do GOM. Coreografias, cantos e movimentações cênicas de outros espetáculos também foram utilizadas na peça. A trilha sonora foi criada pelo músico Paulo Beto, a partir de sons extraídos dos próprios objetos da peça. |
| 2010 | As últimas flores do Jardim das Cerejeiras | Inspirado na peça O Jardim das Cerejeiras de Anton Tchekhov, e no mito do Minotauro. O cenário era interativo. O público entrava em um Labirinto e, para poder assistir às cenas que aconteciam em volta do cenário, caminhavam pelo labirinto. Não havia diálogos na peça. 5 projetores de vídeo projetavam imagens nas paredes do labirinto que eram feitas de tule e pano americano. Em 2009 o espetáculo estreou como "No labirinto: um dia com Teseu, o outro com Ariadne". |
| 2012 | Play it Again                              | Espetáculo que comemorou os 35 anos do GOM. Criado a partir da pesquisa da Rítmica Corporal, desenvolvida pela diretora Ione de Medeiros como treinamento do ator multimeios para a cena. Utilizava jogos rítmicos, movimentação cênica, música ao vivo, vídeo e texto. Tinha como ponto de partida a famosa frase "Play it, Sam", do filme Casablanca (filme); as relações amorosas e os jogos de palavras. Foi criado em parceria com o Grupo de Percussão da UFMG, à época coordenado pelo percussionista Fernando Rocha. |
| 2013 | Aldebaran                                  | Primeiro espetáculo da Trilogia da Crueldade com texto original de Ione de Medeiros. O cenário era em grande parte composto de papelão e plástico bolha. Utilizava bonecos e vídeo. O espetáculo marcou a primeira apresentação do Grupo na Europa. Foi apresentado no dia 11 de junho de 2015, no teatro Palais du Littoral, em Grande-Synthe, na França, no festival Le Manifeste. |
| 2016 | Macquinária 21                             | Segundo espetáculo da Trilogia da Crueldade. Inspirado na tragédia Macbeth, de William Shakespeare. Comemorou os 40 anos do GOM. O título é uma junção do nome Macbeth com a palavra maquinaria, que remetia aos pensamentos e maquinações do protagonista da tragédia, Macbeth. O número 21 referia-se à contemporaneidade da peça no século 21. |
| 2018 | Boca de Ouro                               | Espetáculo que encerrou a Trilogia da Crueldade e comemorou os 35 anos de direção de Ione de Medeiros. Primeiro texto de Nelson Rodrigues montado pelo GOM. Na trilha sonora havia um samba-enredo, com letra e música de autoria da diretora Ione de Medeiros. Esse espetáculo não utilizou a linguagem do vídeo na encenação. |
| 2023 | Vestido de Noiva                           | Segunda montagem do Grupo a partir de um texto de Nelson Rodrigues. A montagem mescla vídeo, atuação, manipulação de cenários, dança, música e literatura, como é característico da linguagem multimeios, particular ao Grupo. O espetáculo, comemora os 40 anos de direção de Ione de Medeiros e os 45 anos do Grupo Oficcina Multimédia.. Em 2023 a montagem e a circulação de estreia contou com o patrocínio do Centro Cultural Banco do Brasil. Em 2024 a diretora Ione de Medeiros foi agraciada com o prêmio APCA (Associação Paulista de Críticos de Arte) na categoria Melhor Direção, pelo espetáculo Vestido de Noiva (2023) A montagem também foi indicada ao 34º Prêmio Shell de Teatro 2023, na categoria Destaque Nacional. |